# Philippe Corcuff
Philippe Corcuff (15 de abril de 1960) es un académico francés, profesor titular, luego profesor  de ciencia política en el Instituto de Estudios Políticos de Lyon desde octubre de 1992 y miembro del laboratorio CERLIS (Centre de Recherche sur les Liens Sociaux, Université de Paris / Université Sorbonne Nouvelle / CNRS) desde octubre de 2003. Comprometido políticamente con la izquierda, con una trayectoria que le llevó de la socialdemocracia a un anarquismo pragmático, pasando por los ecologistas y el Nuevo Partido Anticapitalista, se define como "activista altermundista y libertario". Fue columnista del semanario satírico francés Charlie Hebdo entre 2001 y 2004. "Posmarxista" y libertario, ha colaborado sin embargo con el filósofo marxista y militante revolucionario Daniel Bensaïd (1946-2010).
Desde el punto de vista sociológico, ha comenzado a estudiar con un enfoque socio-etnográfico, en el ámbito de su tesis, la construcción de grupos sociales, a través del sindicalismo ferroviario y, más ampliamente, del movimiento obrero. Ofrece entonces una lectura de la sociología crítica de Pierre Bourdieu, haciendo hincapié en el aspecto "posmarxista" de su crítica social, al tiempo que señala varias contradicciones. Lo hizo especialmente en el libro Bourdieu autrement (2003, no traducido, en castellano: "Bourdieu, por otra parte"). En esta perspectiva, vinculó la sociología crítica de Pierre Bourdieu, la sociología pragmática de Luc Boltanski y la filosofía de la emancipación de Jacques Rancière para elaborar una nueva teoría crítica, en su libro Où est passée la critique sociale? (2012, no traducido, en castellano: "¿Adónde ha ido la crítica social?"). Este nuevo pensamiento crítico ha tratado de revalorizar el lugar de la individualidad, en su relación con lo común, en la crítica social. Esto llevó a la publicación de un libro en castellano en 2010: Individualidades, común y utopía. Este libro también ofrece una crítica al "populismo de izquierda" formulado por Ernesto Laclau y Chantal Mouffe. Para explorar esta nueva teoría crítica, analizó también obras de la cultura popular (novelas policíacas, películas, series de televisión, canciones...) con la noción de "juegos de lenguaje" extraída de Ludwig Wittgenstein. A partir de la década de 2010, se ha interesado por una teoría política crítica de la extrema derecha en los espacios públicos en Francia y cómo la confusión de ideas de la izquierda contribuye a ello, con su libro La grande confusion.Comment l'extrême droite gagne la bataille des idées (2021, no traducido, en castellano: "La gran confusión. Cómo la extrema derecha está ganando la batalla de las ideas"). Para ello, utiliza la noción de "formación discursiva" tomada de Michel Foucault.

## Selección de obras en castellano
- Secundo semestre del 2022, "¿Hay un futuro político para el "postfascismo"? Presentación de Corcuff, P. (2021). La grande confusion. Comment l’extrême droite gagne la bataille des idées", Revista Stultifera de Humanidades y Ciencias Sociales (Universidad Austral de Chile), vol. 5, número 2, pp. 267-278[10]
- Septiembre de 2021: con Sandra Laugier, “Para un programa de análisis de las series de televisión. Un homenaje a la filosofía de Stanley Cavell”, Cultura y Representaciones Sociales (Revista electrónica de ciencias sociales, UNAM, México), vol. 16, número 31, pp. 1-17[11]
- 2020: "De ciertas desventuras de la razón decolonial y poscolonial: homenaje crítico y libertario al cuestionamiento descolonizador", in Gaya Makaran y Pierre Gaussens (eds.), Piel blanca, máscaras negras. Critica de la razón decolonial, México, Bajo Tierra Ediciones y Centro de Investigaciones sobre América Latina y el Caribe-Universidad Nacional Autónoma de México, pp. 205-224[12]
- 2020: Individualidades, común y utopía. Crítica libertaria del populismo de izquierda, prólogo por José Luis Moreno Pestaña, Madrid, Dado Ediciones, colección "Disonancias", 210 p.
- Septiembre de 2019: "Las culturas populares como teorías críticas frente a las tendencias ultraconservadoras del contexto ideológico-político actual", Cultura y Representaciones Sociales (Revista electrónica de ciencias sociales, UNAM, México), vol. 14, número 27, pp. 9-34[13]
- Julio-Agosto de 2019: "Juego de tronos o el devenir autoritario del «populismo de izquierda»", Nueva Sociedad (revista latinoamericana de ciencias sociales, Buenos Aires, Argentina), número 282, pp. 156-163[14]
- Enero-junio de 2019: "De la posible renovación de la teoría crítica en Francia. Entre desventuras académicas y tensiones Bourdieu/Rancière", Revista de Ciencias Sociales(Departamento de Sociología, Facultad de Ciencias Sociales, Universidad del a República, Uruguay), vol. 32, número 44, pp. 61-80[15]
- Septiembre de 2018: "Hacia una teoría crítica de la democracia, entre ciencias de la comunicación y filosofía política: opinión, razón y emociones", Cultura y Representaciones Sociales (Revista electrónica de ciencias sociales, UNAM, México), vol. 13, número 25, pp. 48-75[16]
- 2017: "La individualidad como uno de los ejes de renovación crítica. Entre sociología y filosofía política", Entramados y Perspectivas (Revista de la Carrera de Sociología, Universidad de Buenos Aires, Argentina), vol. 7, n° 7, pp. 210-227[17]
- 2016: Dominación y emancipación. Una crítica radical del capital sin nostalgia estatista, debate entre Luc Boltanski y Nancy Fraser, presentado por Philippe Corcuff,Buenos Aires, Editorial Capital Intelectual, colección "Capital intelectual", serie "La prosa del mundo", 112 p.; 2019, con Luc Boltanski y Nancy Fraser, Contra la izquierda conservadora. Una crítica radical del capital sin nostalgia estatista, Madrid, Editorial Clave Intelectual, 112 p.
- Septiembre de 2016: "«Juegos de lenguaje» del género negro: novela, cine y series", Cultura y Representaciones Sociales (Revista electrónica de ciencias sociales, UNAM, México), vol. 11, número 21, pp. 9-28[18]
- Mayo-Agosto de 2016: "El político y el científico", Andamios. Revista de Investigación Social (Universidad Autónoma de la Ciudad de México), volumen 13, número 31, pp. 157-174[19]
- Marzo de 2015: "¿Qué ha pasado con la teoría crítica? Problemas, intereses en  juego y pistas", Cultura y Representaciones Sociales (Revista electrónica de ciencias sociales, UNAM, México), vol. 9, número 18, pp. 63-79[20]
- Marzo-Agosto de 2012: "Condiciones humanas de la sociología y pluralismo teórico en las ciencias sociales" , Bajo el Volcán (revista semestral de Ciencias Sociales, Benemérita Universidad Autónoma de Puebla, México), año 11, número 18, pp. 15-38[21]
- Marzo de 2012: "Análisis político, historia y pluralización de los modelos de historicidad. Elementos de epistemología reflexiva", Cultura y Representaciones Sociales (Revista electrónica de ciencias sociales, UNAM, México), vol. 6, número 12, pp. 38-74[22]
- Septiembre de 2010: "Libre homenaje a Daniel Bensaïd (1946-2010): travesías melancólicas de «juegos de lenguaje» diversificados", Cultura y Representaciones Sociales (Revista electrónica de ciencias sociales, UNAM, México), vol. 5, número 9, pp. 7-41[23]
- Septiembre de 2009: "Pierre Bourdieu (1930-2002) leído de otra manera. Crítica social post-marxista y el problema de la singularidad individual", Cultura y Representaciones Sociales (Revista electrónica de ciencias sociales, UNAM, México), vol. 4, número 7, pp. 9-26[24]
- 2008: Los grandes pensadores de la política. Vías críticas en filosofía política, Madrid, Alianza Editorial, colección "Ciencia política", 200 p.
- Marzo de 2008: "Figuras de la individualidad: de Marx a las sociologìas contemporáneas. Entre clarificaciones científicas y antropologías filosóficas", Cultura y Representaciones Sociales (Revista electrónica de ciencias sociales, UNAM, México), vol. 2, número 4, pp. 9-41[25]
- 1998: Las nuevas sociologías. Construcciones de la realidad social, Madrid, Alianza Editorial, colección "Materiales/Ciencias Sociales", 120 p. ; 2013, Las nuevas sociologías. Principales corrientes y debates, 1980-2010, presentación por Gabriel Kessler, Buenos  Aires, siglo XXI Editores, colección "Sociología y política", serie "Rumbos teóricos", 187 p.